# Ring the Alarm
"Ring the Alarm" é uma canção gravada pela cantora de R&B Beyoncé para seu segundo álbum de estúdio, B'Day (2006). Foi composto por Knowles,  Kasseem "Swizz Beatz" Dean e Sean Garrett. Columbia Records lançou "Ring the Alarm" como o segundo single do do álbum B'Day nos Estados Unidos em  2006. O desenvolvimento da canção foi motivada como pelo papel de Knowles na adaptação musical da Broadway  Dreamgirls (2006). A arte da capa de "Ring the Alarm" provocou polêmica porque Knowles utilizou jacarés durante a sessão de fotografia. People for the Ethical Treatment of Animals (PETA), declarou que Knowles posando com um filhote de jacaré foi sem dúvida abuso a um animal.
"Ring the Alarm" é uma canção de R&B com influências punk rock. Sua introdução apresenta uma estridente sirene, que define um tom agressivo. A letra da canção giram em torno de uma mulher que se sente ameaçada, e não está disposta a permitir que outra mulher para tire proveito dos esforços do seu marido para melhorar a vida de seu amante. A letra provocou rumores de um possível relacionamento entre Rihanna e Jay-Z; Knowles refutou a alegação em entrevista a revista Seventeen. A canção foi recebido com recepção mista dos críticos de música contemporânea, que notaram que ele era diferente dos trabalhos anteriores de Knowles. Enquanto alguns elogiaram sua disposição para assumir riscos, outros foram polarizado sobre seus vocais agressivos. "Ring the Alarm" foi nomeado para Grammy de Melhor Performance de R&B Feminino no 49º Grammy Awards.
O single estreou na posição 12º na  Billboard Hot 100, tornando-se a maior  estréia de Knowles nos EUA. Ela alcançou o número 11 no gráfico, tornando-se seu primeiro single solo no pico abaixo do top 10. Seu vídeoclipe foi inspirado no filme de 1992 Instinto Selvagem e foi dirigido por Sophie Muller. Foi filmado dentro de um hangar cavernoso no Brooklyn em Nova York. O vídeo recebeu críticas mistas , que universalmente diziam  ser um vídeo excêntrico. Knowles promoveu "Ring the Alarm" através de várias apresentações ao vivo em programas de televisão e cerimônias de premiação, incluindo a MTV Video Music Awards (2006). A canção foi incluída em seu set list em The Beyoncé Experience (2007), em Los Angeles, e sua turnê mundial, I Am... Tour (2009-10).

## Controvérsias
A letra de "Ring the Alarm" reforçaram rumores de um suposto relacionamento entre a cantora Rihanna e o rapper Jay-Z  De acordo com especulações da imprensa, Beyoncé, Rihanna e Jay-Z foram parte de um triângulo amoroso em 2006. Dizia-se que Jay-Z sempre foi fiel a Knowles até que ele conheceu Rihanna, cuja popularidade cresceu consideravelmente durante esse ano. Em uma entrevista para a revista Seventeen, ela esclareceu que a letra não tinha nenhuma conexão com Rihanna, antes de acrescentar que ela não tinha conhecimento dos boatos que circulavam.
A capa de "Ring the Alarm", causou polêmica porque jacarés foram utilizados durante a sessão de fotografia. Knowles afirmou que a utilização do animal, e gravando suas bocas fechadas, foi ideia dela. O People for the Ethical Treatment of Animals (PETA), que já tinha confrontado ela depois que ela usou peles de animais para o projeto da sua linha de roupas. Um biólogo escreveu uma carta para Knowles, "Como um especialista em répteis, eu estou preocupado com o seu ensaio fotográfico com um filhote de jacaré para a capa do seu novo álbum. Seres humanos e jacarés não são companheiros naturais, e os dois não devem se misturar em eventos como sessões de fotos. Na minha opinião, isso é, sem dúvida abuso de um animal."

## Videoclipe
O videoclipe para "Ring the Alarm" foi o segundo vídeo de Beyoncé dirigido por Sophie Muller, que trabalhou em "Déjà Vu" O vídeo foi filmado dentro de um hangar cavernoso localizado na orla do Brooklyn, Nova York  Inspirado em cenas do filme de 1992 Instinto Selvagem, referido por Natalie Mais de In These Times como uma cena infame. Beyoncé disse a Elysa Gardner de USA Today que considerou que o vídeo seja uma cena de filme; "Eu coloquei seis meses de lado, trabalhei com um treinador por dois meses. Fiquei realizada com a minha música. Tratei o vídeo de "Ring the Alarm", como uma cena de filme. Eu estava pensando, 'eu tenho que fazer o meu professor de atuação orgulhoso'"." O vídeo estreou no Yahoo! Música em 16 de agosto de 2006 e foi liberado para o iTunes Store em 21 de novembro de 2006. Ele estreou na MTV Total Request Live no número 10 em 22 de agosto de 2006,  alcançou o número um, e permaneceu no programa por 35 dias, até que foi substituído pelo vídeo da música "Irreplaceable"(2006).
O vídeo começa com Knowles deitada sobre uma mesa, iluminada com uma luz piscante vermelha brilhante. Enquanto uma sirene está tocando, ela meio que se levanta e canta enquanto dança sobre a mesa. Ela prossegue para uma sala de interrogatório semelhante ao do filme Instinto Selvagem. Knowles canta o primeiro verso em uma casa com um plano de fundo com mar. Logo após aparece tentando fugir e lutando com os guardas mascarados e uniformizados em um corredor. Ela é, então, retornada para a sala de interrogatório. Entre os cortes, ela aparece cantando em um canto de uma sala com uma roupas camuflada, é vista gritando em frente a um espelho, e entre um grupo de jornalistas. Próximo ao fim do vídeo, Knowles aparece chorando. O vídeo termina com um close de Knowles colocando em batom vermelho. A cena mostra apenas os lábios.

## Faixas e formatos
- Estados Unidos CD single e 12-inch vinyl[9]

1. "Ring the Alarm" – 3:26
2. "Ring the Alarm" (instrumental) – 3:25

- Estados Unidos CD single[10]

1. "Ring the Alarm" (Karmatronic Remix) – 3:21
2. "Ring the Alarm" (Migtight Remix) – 3:21
3. "Ring the Alarm" (Tranzformas Remix) – 4:14
4. "Ring the Alarm" (Jazze Pha Remix) – 3:48
5. "Ring the Alarm" (Grizz Remix) – 3:32

- Estados Undios dance mixes EP[11]

1. "Ring the Alarm" (Freemasons Club Mix) – 8:33
2. "Ring the Alarm" (Karmatronic Remix) – 3:19
3. "Ring the Alarm" (Migtight Remix) – 3:19

- Estados Undios urban mixes EP[12]

1. "Ring the Alarm" (Tranzformas Remix) (com Collie Buddz) – 4:12
2. "Ring the Alarm" (Jazze Pha Remix) – 3:47
3. "Ring the Alarm" (Grizz Remix) – 3:32

## Prêmios
| Grammy Awards | Grammy Awards                     | Grammy Awards | Grammy Awards |
| Ano           | Categoria                         | Resultado     |               |
| ------------- | --------------------------------- | ------------- | ------------- |
| 2007          | Best Female R&B Vocal Performance | Indicado      |               |

## Desempenho
"Ring the Alarm" estreou no número 12 da  Billboard Hot 100, após a sua entrada em número 7 no Hot Digital Songs, vendendo cerca de 56 mil downloads digitais  Foi a maior estreia nos EUA essa semana, e se destacou como a mais alta estréia da carreira de Knowles  A canção chegou ao número 11 no gráfico Hot 100 de 30 de setembro de 2006,  e foi o single de menor pico Knowles até "Get Me Bodied ", que chegou ao número 68  Várias semanas depois de sair do Hot 100, "Ring the Alarm" re-entrou para a semana que terminou em 13 de janeiro de 2007, no número 81;  permaneceu na parada por 14 semanas não-consecutivas 